# Max Fehr
Max Fehr (Bülach, 17 giugno 1887 – 1963) è stato un insegnante e musicologo svizzero.

## Biografia
Da giovane studiò a Zurigo, dove si laureò con la dissertazione Apostolo Zeno und seine Reform des Operntextes.
Nel 1917 assunse il ruolo di bibliotecario della Società musicale zurighese.
Dal 1912 al 1918 svolse l'incarico di insegnante di italiano e francese nel Ginnasio di Zurigo, dal 1918 in Winterthur.
Si impegnò soprattutto nello studio delle lingue e della musica.
Tra le sue pubblicazioni annoveriamo: Zürich als Musikstadt im 18. Jahrhundert (1916), Eine Konzertsaison in Zürich anno 1768 (1916), Die Meistersinger von Zürich (1916), Der alte Musiksaal beim Fraumünster, Neujahrsbl. der Allg. Mus. Gesch. Zürich (1918), Das alte Musikkollegium Bischofszelle, Kritische Mitteilung, Schweitz. Mus. Ztg. (1918).
Ha curato inoltre l'edizione dei drammi di Apostolo Zeno nella Collezione Classici dell'editore Laterza.